# Robert Cliche
Pour les articles homonymes, voir Cliche.
Robert Cliche (12 avril 1921 à Saint-Joseph-de-Beauce - 5 septembre 1978 à Québec à l'âge de 57 ans) était un avocat, un juge et un homme politique québécois.

## Biographie
Fils de Léonce Cliche, juge, et de Béatrice Gosselin, il fait ses études classiques au Petit Séminaire de Québec de 1931 à 1938 puis au collège de Lévis de 1939 à 1941. Il fait ses études de droit à l'Université Laval de 1941 à 1944 et entre au Barreau du Québec en 1944. De 1944 à 1946, notamment pendant la Seconde Guerre mondiale, il est matelot puis officier de la Marine.
Robert Cliche épouse l'écrivaine Madeleine Ferron en 1945. De 1946 à 1972, il pratique comme avocat à Saint-Joseph-de-Beauce. Il est chargé de cours à l'Université Laval de 1962 à 1965.
En septembre 1963, il devient président-associé du Nouveau Parti démocratique du Canada. En mars 1964, il devient chef du NPD-Québec, poste qu'il occupe jusqu'en 1968. Il est candidat du NPD dans la circonscription de Beauce lors de l'élection générale fédérale de 1965 puis dans la circonscription de Duvernay lors de l'élection fédérale générale de 1968. Malgré ses habiletés d'orateur, il subit un échec. Il démissionne de ses deux postes au NPD et se consacre à son métier.
En juillet 1972, il est nommé juge en chef adjoint de la Cour provinciale du Québec. En 1974 et 1975, il préside, en compagnie de Brian Mulroney et de Guy Chevrette, la Commission d'enquête sur l'exercice de la liberté syndicale dans l'industrie de la construction (commission Cliche). Aussi, en 1978, il est le porte-parole de l'Année du français au Québec.
Il a notamment publié, avec Madeleine Ferron, les livres Quand le peuple fait la loi (1972) et Les Beaucerons ces insoumis (1974). Ils auront ensemble trois enfants: Josée, Nicolas et David Cliche, qui fut député et ministre pour le Parti québécois.

## Honneurs
- Médaille Gloire de l'Escolle
- Ordre de la Pléiade

De plus, les entités suivantes ont été nommées en son honneur :
- L'autoroute 73 porte le nom d'autoroute Robert-Cliche entre Saint-Georges et Québec
- Le Centre local de développement Robert-Cliche
- La MRC de Beauce-Centre a porté le nom Robert-Cliche de sa création en 1982 jusqu'en 2022
- Le prix Robert-Cliche, créé en 1979 pour honorer sa mémoire et décerné à l'auteur d'un premier roman[1]